# Varanus albigularis
Varanus albigularis este o specie de reptile din genul Varanus, familia Varanidae, descrisă de Daudin în anul 1802.

## Subspecii
Această specie cuprinde următoarele subspecii:
- V. a. albigularis
- V. a. angolensis
- V. a. ionidesi
- V. a. microstictus

## Galerie

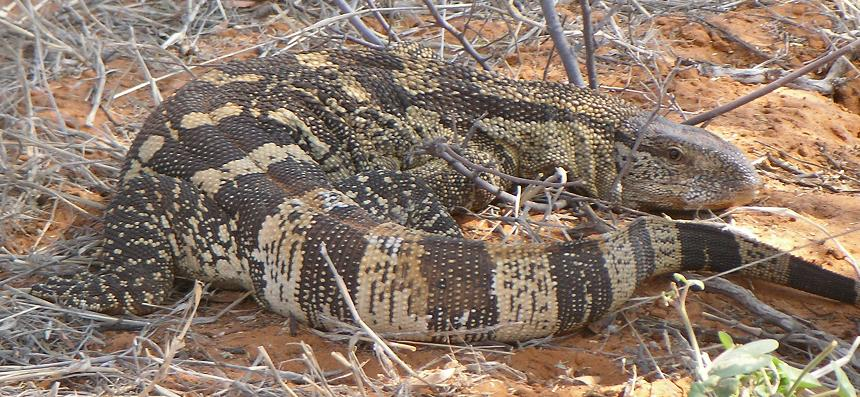
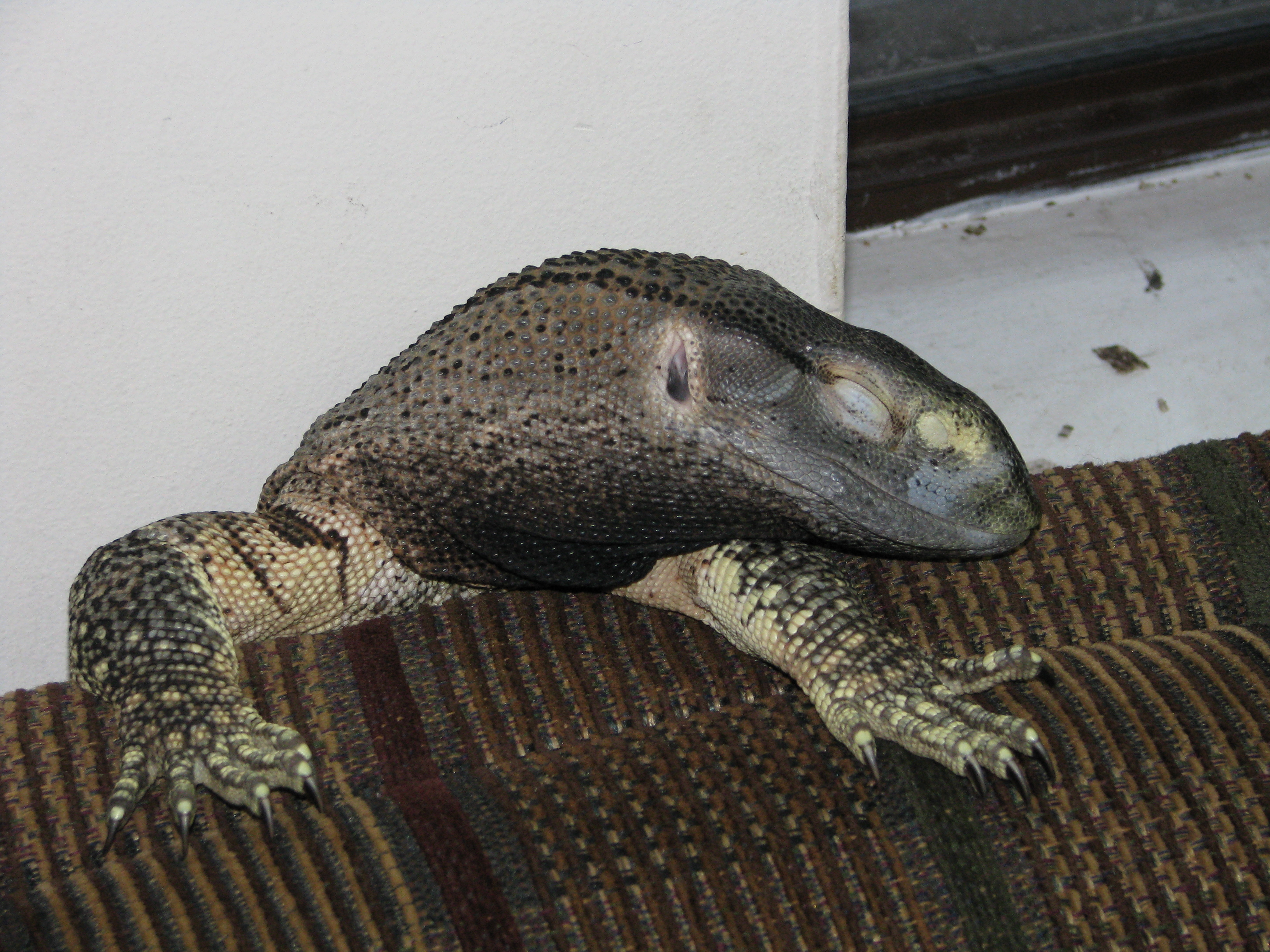
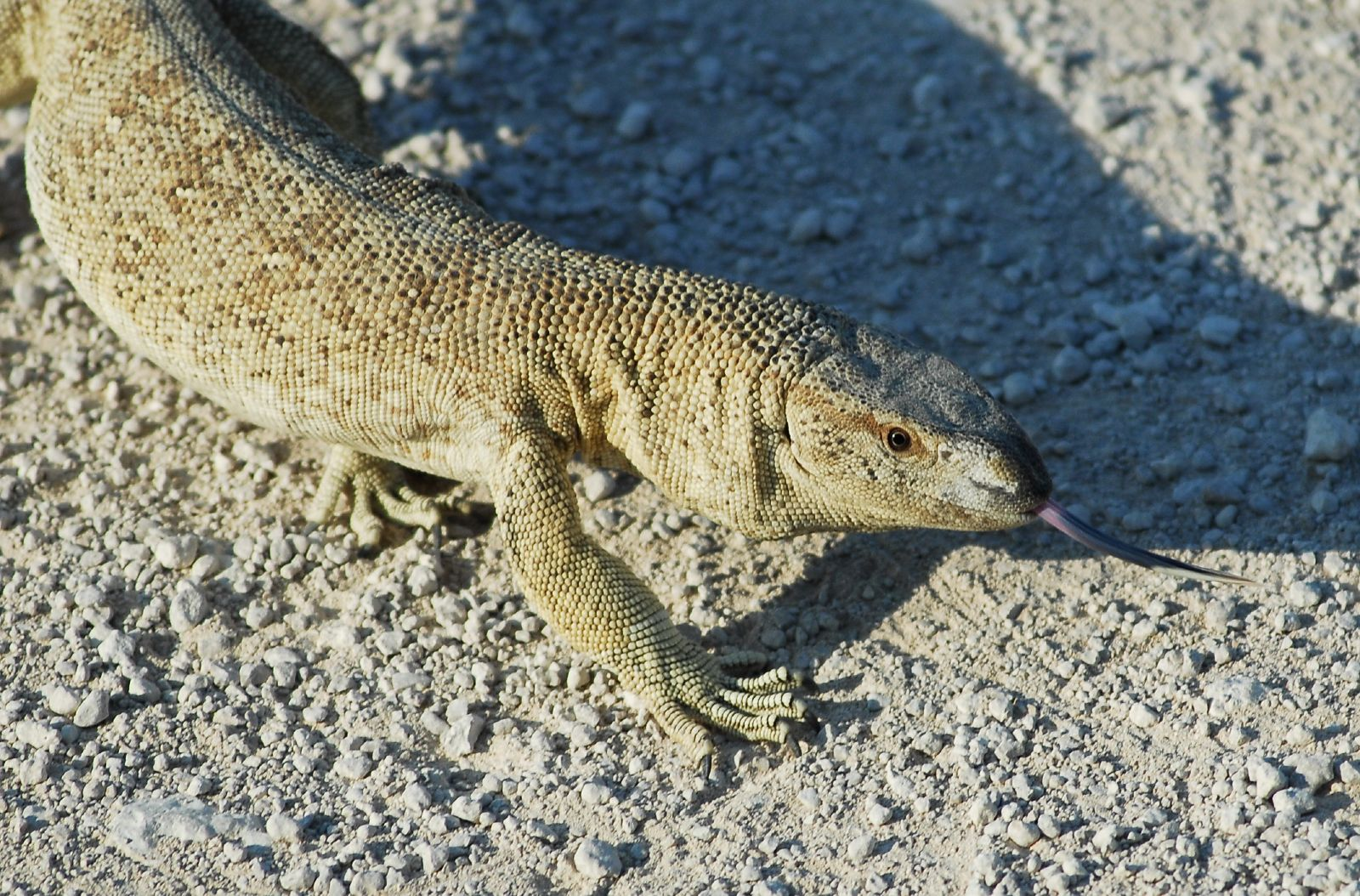